# 百变小露露
《百变小露露》（葡萄牙語：O Show da Luna!）是由切利娅·卡通达和基科·米斯特罗里戈创作和由TV PinGuim制作的巴西美国动画系列，于2014 年10月13日至2022年11月24日在拉丁美洲探索儿童频道播放，面向3至5岁儿童。

## 角色
- 小露露（Luna，配音：拉克尔·森比斯奥（巴西）；安吉丽娜·卡瓦略和亚历克西娅·艾维拉（美国））：活泼、有活力和外向的女孩。
- 老包（Júpiter，配音：吉米·弗雷塔斯（巴西）；劳尔-戈麦斯·皮纳（美国））：小露露的弟弟。
- 老包（Cláudio/Clyde，配音：马西奥·贾努洛（巴西）；埃里克·安德森（美国））：一只褐色雄性蒙眼貂。

## 评价
常识媒体给电视戏五星的评价。